# NGC 5913
NGC 5913 is een balkspiraalstelsel in het sterrenbeeld Slang. Het hemelobject werd op 14 april 1785 ontdekt door de Duits-Britse astronoom William Herschel.

## Synoniemen
- UGC 9818
- MCG 0-39-21
- ZWG 21.79
- KARA 669
- IRAS 15183-0223
- PGC 54761